# Équipe d'Arménie des moins de 19 ans de football
L'équipe d'Arménie de football des moins de 19 ans est une sélection masculine constituée par une sélection des meilleurs joueurs arméniens. Son premier match s'est déroulé en 1993. La sélection participe aux qualifications du championnat d'Europe de football des moins de 19 ans.

## Histoire
La sélection arménienne U19 a participé deux fois au Championnat d'Europe de football des moins de 19 ans, en  2005 et 2019, sans toutefois parvenir à se qualifier pour la suite.

## Parcours
| 1994 | Non qualifié                                | 3 | 2 | 0 | 0 | 2 | 0 | 14 |
| 1995 | Non qualifié                                | 3 | 2 | 0 | 0 | 2 | 1 | 8  |
| 1996 | Non qualifié                                | 3 | 2 | 0 | 0 | 2 | 2 | 10 |
| 1997 | Non qualifié                                | 3 | 2 | 0 | 1 | 1 | 2 | 10 |
| 1998 | Non qualifié                                | 2 | 2 | 0 | 0 | 2 | 1 | 4  |
| 1999 | Non qualifié                                | 3 | 2 | 0 | 0 | 2 | 2 | 5  |
| 2000 | Non qualifié                                | 3 | 2 | 0 | 0 | 2 | 1 | 7  |
| 2001 | Non qualifié                                | 3 | 3 | 1 | 0 | 2 | 2 | 4  |
| 2002 | Non qualifié                                | 3 | 4 | 0 | 0 | 4 | 1 | 19 |
| 2003 | Non qualifié                                | 4 | 3 | 0 | 0 | 3 | 2 | 11 |
| 2004 | Qualifié pour le deuxième tour préliminaire | 1 | 3 | 2 | 1 | 0 | 5 | 1  |
| 2004 | Non qualifié                                | 4 | 3 | 0 | 0 | 3 | 0 | 10 |
| 2005 | Premier tour                                | 4 | 3 | 0 | 1 | 2 | 1 | 4  |
| 2006 | Non qualifié                                | 4 | 3 | 0 | 1 | 2 | 1 | 3  |
| 2007 | Non qualifié                                | 3 | 3 | 1 | 0 | 2 | 3 | 6  |
| 2008 | Qualifié pour le deuxième tour préliminaire | 2 | 3 | 1 | 2 | 0 | 3 | 2  |
| 2008 | Non qualifié                                | 4 | 3 | 0 | 0 | 3 | 3 | 7  |
| 2009 | Non qualifié                                | 4 | 3 | 0 | 0 | 3 | 3 | 7  |
| 2010 | Non qualifié                                | 4 | 3 | 0 | 0 | 3 | 2 | 12 |
| 2011 | Non qualifié                                | 3 | 3 | 1 | 0 | 2 | 1 | 6  |
| 2012 | Qualifié pour le deuxième tour préliminaire | 2 | 3 | 2 | 0 | 1 | 4 | 3  |
| 2012 | Non qualifié                                | 4 | 3 | 0 | 1 | 2 | 3 | 7  |
| 2013 | Non qualifié                                | 4 | 3 | 0 | 0 | 3 | 0 | 9  |
| 2014 | Non qualifié                                | 3 | 1 | 1 | 1 | 2 | 2 | 0  |
| 2015 | Non qualifié                                | 3 | 3 | 1 | 0 | 2 | 2 | 4  |
| 2016 | Non qualifié                                | 4 | 3 | 0 | 0 | 3 | 0 | 10 |
| 2017 | Non qualifié                                | 4 | 3 | 0 | 0 | 3 | 1 | 10 |
| 2018 | Non qualifié                                | 3 | 3 | 0 | 2 | 1 | 5 | 10 |
| 2019 | Premier tour                                |   |   |   |   |   |   |    |

## Sélection actuelle
Les joueurs suivants ont été appelés pour disputer les Éliminatoires du Championnat d'Europe de football des moins de 19 ans 2023 contre l'Allemagne, la Slovaquie et la Biélorussie.
Gardiens
- Mihran Hovhannisyan
- Hayk Khachatryan
- Gor Matinyan

Défenseurs
- Ishkhan Darbinyan
- Gevorg Grigoryan
- Mher Kankanyan
- Poghos Krmzyan
- Arman Markosian
- Sergey Muradyan
- Erik Papikyan
- Armen Sargsyan

Milieux
- Karen Davtyan
- Davit Hakobyan
- Vache Hakobyan
- Karlen Hovhannisyan
- Narek Hovhannisyan
- Artur Israelyan
- Gabriel Papian
- Hamlet Sargsyan
- Hayk Tatosyan
- Vardan Tovmasyan

Attaquants
- Arayik Eloyan
- Misak Hakobyan
- Aleksandr Mkrtychyan